# Galium ceratoamanianum
Galium ceratoamanianum är en måreväxtart som beskrevs av Friedrich Ehrendorfer. Galium ceratoamanianum ingår i släktet måror, och familjen måreväxter. Inga underarter finns listade i Catalogue of Life.